# Muralla de Mayorga
La muralla de Mayorga, correspondiente al siglo XIII, está situada en el municipio vallisoletano de Mayorga, en la comunidad autónoma de Castilla y León (España). La villa estuvo totalmente amurallada. Hoy en día se conservan algunos restos, incluida "el Arco", que es la única de las 4 puertas que se conservan.

## Historia

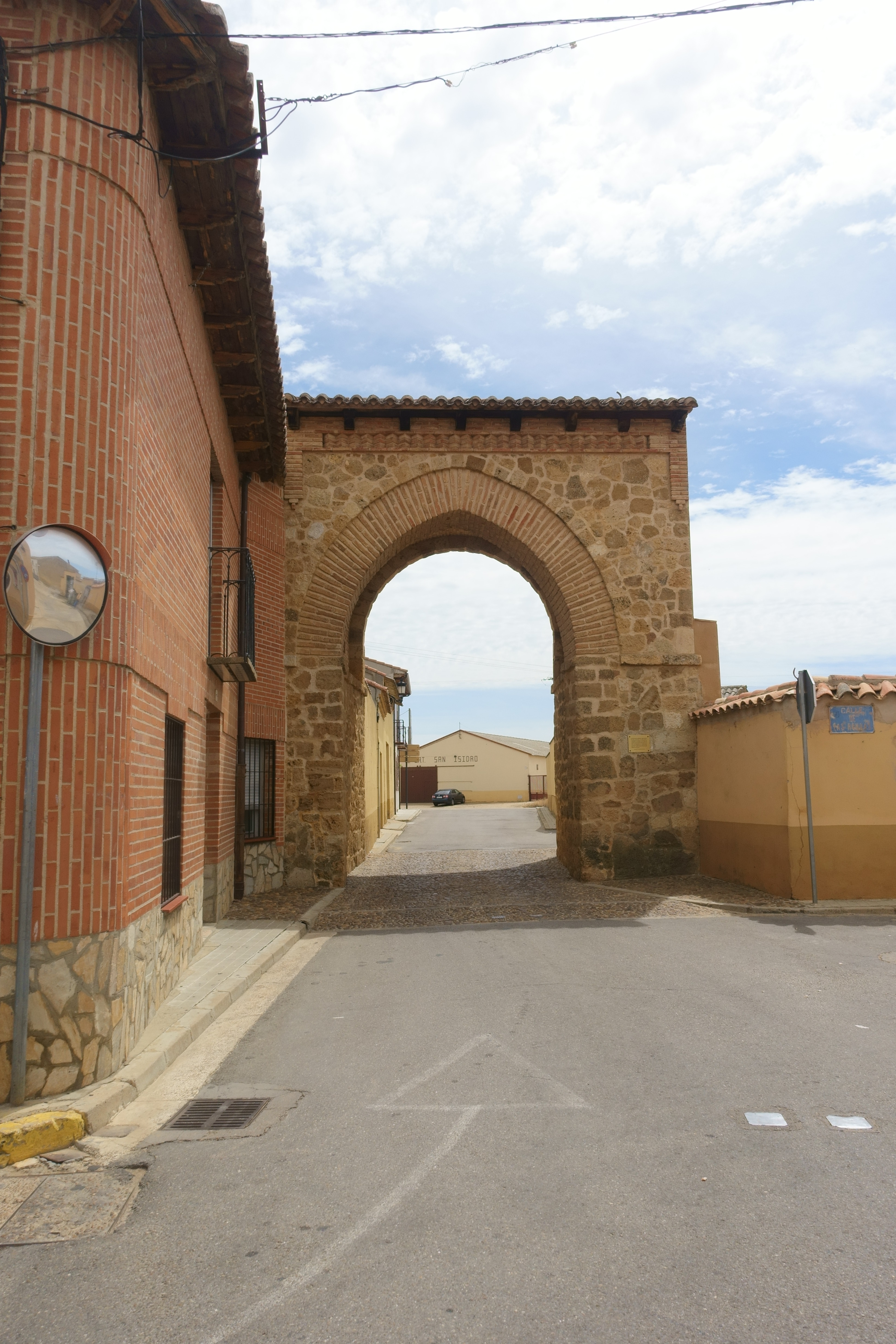
Puerta del Sol, única que se conserva de la muralla de Mayorga.

El rey Alfonso VII de León conquistó definitivamente el término de Mayorga, que aparece citado como tal en el año 1126. Sin embargo, el principal impulso poblador de Mayorga vino de la mano de Fernando II de León en el año 1181, cuando este monarca le otorgó fuero propio, adquiriendo la condición de Villa. Este hecho facilitó la construcción de la muralla, para proteger el núcleo urbano, dada su gran relevancia estratégica. Hoy en día  solo se conserva de esta muralla una de las cuatro puertas que llegó a tener, la puerta del Sol, situada al este, hoy conocida como "el Arco" y en el lado sur de la población una parte de muralla conocida como "El Forso".